# Giuseppe Martinelli
Giuseppe Martinelli (ur. 11 marca 1955 w Rovato) – włoski kolarz szosowy, wicemistrz olimpijski.

## Kariera
Największy sukces w karierze Giuseppe Martinelli osiągnął w 1976 roku, kiedy zdobył srebrny medal w indywidualnym wyścigu ze startu wspólnego podczas igrzysk olimpijskich w Montrealu. W zawodach tych wyprzedził go jedynie Szwed Bernt Johansson, a trzecie miejsce zajął Polak Mieczysław Nowicki. Był to jedyny medal wywalczony przez Martinellego na międzynarodowej imprezie tej rangi oraz jego jedyny start olimpijski. Poza tym jego największe sukcesy to zwycięstwo w wyścigu Mediolan-Turyn w 1981 roku i trzy etapowe zwycięstwa w różnych edycjach Giro d’Italia. Najlepszy wynik Dookoła Włoch osiągnął w 1978 roku, kiedy zajął 31. pozycję w klasyfikacji generalnej. W 1980 roku wygrał jeden z etapów Vuelta a España, ale całego wyścigu nie ukończył. Nigdy nie zdobył medalu na szosowych mistrzostwach świata.